# المحوى (السبرة)

تعديل مصدري - تعديل

المحوى محلة تابعة لقرية المصانع، التابعة لعزلة زبيد بمديرية السبرة إحدى مديريات محافظة إب في الجمهورية اليمنية.، بلغ تعداد سكانها 249 حسب تعداد اليمن لعام 2004.